# Джеффри Болкиах
Принц Джеффри Болкиах (Джеффри Болкиах ибни Султан Омар Али Сайфуддин III) (род. 6 ноября 1954 года, Бандар-Бруней) — член брунейской правящей династии. Младший (четвертый) сын Омара Али Сайфуддина III (1916—1986), султана Брунея в 1950—1967 годах. Его старший брат — ныне правящий султан Брунея Хассанал Болкиах (род. 1946)
Принц Джеффри занимал должность министра финансов Брунея с 1986 по 1998 год. Он также являлся председателем Инвестиционного агентства Брунея (BIA). В 1997 году во время Азиатского финансового кризиса брунейское правительство провело аудиторскую проверку Инвестиционного агентства и обвинило принца Джеффри в присвоении суммы в размере 14,8 миллиардов долларов. Принц отрицает обвинения, но в 2000 году согласился передать свои личные активы правительству, в обмен за избежание уголовного преследования и разрешение на владение личной резиденцией в Брунее. Принц Джеффри известен своим экстравагантным образом жизни. Ему принадлежат огромная коллекция произведений искусства, британская ювелирная компания Asprey, отели Lotte New York Palace Hotel в Нью-Йорке, Bel-Air в Лос-Анджелесе и Plaza Athenee в Париже.

## Личная жизнь
Джеффри Болкиах является младшим братом 29-го султана Брунея Хассанала Болкиаха.
В 2008 году у него пять жен, с двумя из которых он находится в разводе, и восемнадцать детей в возрасте от 4 до 37 лет. Кроме того, принц Джеффри Болкиах столкнулся с рядом обвинений, в том числе исков от женщин, обвиняющих его в принуждении к сексу. В течение нескольких лет принц Джеффри содержал в Брунее гарем из сорока женщин.
Американская писательница и бывшая работница эскорт-услуг Джиллиан Лорен в 2010 году издала книгу «Некоторые девушки. Моя жизнь в гареме», где описала полтора года, проведенные в гареме брунейского принца Джефри Болкиаха.
Ему принадлежат частный Boeing 747, большая коллекция произведений искусства, включая картины Мане, Ренуара и Дега, коллекция двух тысяч роскошных автомобилей, отели Plaza Athenee в Париже, Bel-Air в Лос-Анджелесе, New York Palace Hotel в Манхэттене, и особняки в Париже, Лас-Вегасе и Сент-Джон Лодж и Риджентс-парк в Лондоне, ювелирная компания Asprey и несколько яхт. Его активы оцениваются в 1,5 миллиарда долларов. В 2000-х годах принц вынужден был продать многие из своих активов и выслан из Брунея, хотя по состоянию на сентябрь 2009 года, он получил разрешение на возвращение в Бруней и был замечен на публике с правящей султанской семьей.
Является страстным поклонником ныне покойного Майкла Джексона. Принц заплатил $17 млн, чтобы поп-король выступил на концерте в честь его пятидесятилетия.

## Судебные процессы с Брунеем
Султанат Бруней, где существует конституционная монархия, богат месторождениями газа и нефти. Султан имеет контроль над каждым аспектом жизни в Брунее. Султан Брунея в одно время считался самым богатым человеком в мире. С 20 октября 1986 по 23 февраля 1997 года принц Джеффри Болкиах занимал пост министра финансов Брунея и руководил Брунейским инвестиционным агентством (BIA), отвечая за доходы от продажи нефти и газа.
Принцу Джеффри также принадлежит сеть компаний и инвестиционных средств под названием Amadeo, которыми управляет его сын Хаким Болкиах. В июле 1998 года инвестиционная фирма Amadeo обанкротилась, задолжав США 10 миллиардов долларов.
После независимого расследования деятельности принца Джеффри Болкиаха он был обвинен в хищении государственных средств и отстранен от всех должностей.
В феврале 2000 года брунейское правительство пыталось получить разрешение на замораживание зарубежных активов принца Джеффри, что привело к его встречному иску в Нью-Йорке. После длительных переговоров с принцем в мае 2000 года было заключено соглашение об урегулировании, условия которого не были опубликованы. В соответствии с мировым соглашением, подписанным в 2000 году, принц начал возвращать свои активы государству, в том числе более 500 объектов в Брунее и за рубежом, более чем 2000 автомобилей, 100 картин, 5 лодок и 10 самолетов. Во время длившегося четыре дня в Лондоне аукциона в 2001 году была распродана часть активов на сумму 5,4 млрд долларов. Однако BIA заявляет, что принц продолжает вести «роскошный» образ жизни, имея дома в Лондоне, Нью-Йорке и Париже, содержание которых обходится в 500 тыс. долларов в месяц, что доказывает, что у него должны быть дополнительные нераскрытые активы. Тайный совет в Лондоне вынес решение в пользу правительства Брунея и компании BIA, обязав принца Джеффри Болкиаха вернуть остатки своих активов в Брунее. Постановление Тайного суда Великобритании не завершило судебную тяжбу между принцем Джеффри и компанией BIA. BIA открыла судебные иски в Малайзии и Каймановых островах, добившись контроля над отелями Hotel Bel-Air в Лос-Анджелесе и The New York Palace Hotel в Манхэттене.
Брунейская компания BIA вновь подала в суд на принца Джеффри в Высоком суде Великобритании, обвинив его в неуважении к предыдущему решению суда. Судебное заседание было назначено в июне 2008 года, но сам принц на нём не присутствовал, находясь в Париже. Судья Питер Смит обвинил принца Джеффри в неуважении к суду и выдал ордер на его арест. По состоянию на ноябрь 2010 года, ордер на арест еще действует и принц должен быть арестован при въезде в Великобританию.
По состоянию на октябрь 2009 года, принц Джефри Болкиах получил разрешение от султана на возвращение в Бруней.

## Другие судебные иски
В 1997 году Шэннон Маркетик, бывшая Мисс США, выступила с обвинениями в адрес принца Джеффри и султана Брунея. Она заявила, что она и другие женщины были наняты для работы, но вместо этого они были «виртуальными заключёнными», были сексуальные надругательства и употребление наркотиков. Судебное дело было улажено вне суда.
В феврале 1998 года началась судебная тяжба между принцем Джеффри и его бывшими бизнес-партнерами, братьями Бобом и Рафи Манукян. Братья Манукян выдвинули против своего бывшего клиента иск в 130 миллионов долларов, обвинив его в нарушении условий сделки и нанесении материального ущерба. В ответ принц Джеффри тут же выдвинул встречный иск, но уже на 163 миллионов долларов, обвинив своих поверенных в злоупотреблении дружескими отношениями и получении сверхприбылей, сокрытых от него как от партнера. Судебный процесс был урегулирован во внесудебном порядке.
В 2006 году принц начал судебный процесс против своих бывших советников, адвоката Томаса Дербишира и его жены Фейт Заман в Великобритании и США, обвинив их в краже денежных средств, принадлежавших ему. Супруги работали на принца с 2004 года, получив от Джеффри полномочия по ряду компаний принца. Супружеская пара была обвинена в использовании доходов от продажи недвижимости. «Он дал им ключи от своего состояния», — заявила Линда Голдштейн, адвокат принца. «Им доверили чрезвычайно ответственный пост. Они злоупотребили оказанным доверием и набили свои карманы, используя как изощренные, так и простые до абсурда схемы мошенничества». Дербиширы отвергли все претензии и предъявили суду иск против самого Джеффри, обвиняя его в невыплате более 7,4 миллионов фунтов обещанных платежей. В 2010 году после шестинедельного судебного заседания суд в Нью-Йорке вынес решению против брунейского принца. По решению суда Принц Джеффри должен был выплатить супружеской паре Дербишир 21 миллион долларов. Принц Джеффри заявил о намерении обжаловать судебное решение.

## Награды
Награды принца Джеффри Болкиаха:

### Награды Брунея
- Кавалер Королевского семейного ордена Короны Брунея
- Кавалер Ордена Королевской семьи Брунея первого класса (26 декабря 1970)
- Медаль Золотого юбилея султана Хассанала Болкиаха

### Награды Малайзии
- :
  -  Великий командор Ордена Защитника Королевства (8 апреля 1989) (Малайзия)[4]
  -  Великий командор Ордена Короны Джохора (Султанат Джохор)
  -  Кавалер Ордена Султана Ахмада Шаха Паханга (Султанат Паханг)
  -  Кавалер Ордена Кура Си Манджа Кини (Султанат Перак)
  -  Кавалер Ордена Султана Салахуддина Абдул Азиз Шаха (Султанат Селангор).

### Иностранные награды
- : Кавалер Ордена Мухамадийя первой степени
- : Кавалер Ордена короля Абдель-Азиза первой степени (1990)
- : Кавалер Ордена Утама Нила Утама первой степени (12 февраля 1990)
- : Кавалер Большого Ордена «Мугунхва»
- : Кавалер Большой ленты Ордена Белого Слона
- : Кавалер Большого креста Королевского Викторианского ордена (3 ноября 1992)